# Кенкишвили, Григорий Олегович
Григорий Олегович Кенкишвили (18 мая 1980, Орджоникидзе, СССР) — российский футболист, выступавший на позиции защитника.

## Биография
Родился и вырос во Владикавказе. Воспитанник местной СДЮСШОР «Юность». Профессиональную карьеру также начинал во владикавказских командах, с 1997 по 1998 год был игроком клуба «Иристон», а сезон 1999 отыграл за команду «Автодор». По ходу сезона 2000 перешёл в «Спартак-Кавказтрансгаз» (г. Изобильный).
В 2001 году Кенкишвили подписал контракт с клубом высшей лиги «Ростсельмаш». В клубе провёл два года, однако за основной состав не сыграл ни одного матча, выступая исключительно в молодёжной команде.
Летом 2003 года перешёл в клуб первого дивизиона «Волгарь-Газпром». Отыграв за команду полгода, перешёл в клуб второго дивизиона «Алнас», в то время как «Волгарь» занял 21 (из 22) место в лиге и также вылетел во второй дивизион. В 2004 году игрок вернулся в «Волгарь». По итогам сезона 2004 команда заняла второе место в зоне «Юг», но была повышена в классе, заменив собой ставропольское «Динамо», которое было исключено из ПФЛ. Следующие два сезона Кенкишвили провёл с клубом в первом дивизионе, но после того как «Волгарь» лишился профессионального статуса, перебрался в ростовский СКА, с которым также провёл два сезона в первом дивизионе. Сезон 2009 отыграл в другом клубе лиги «Балтика». В 2010 году выступал за новороссийский «Черноморец», с которым стал победителем зоны «Юг» второго дивизиона, но покинул команду после окончания сезона. В сезоне 2011/12, который стал последним в профессиональной карьере игрока, сменил сразу три клуба: «Торпедо» (Армавир), «Салют» (Белгород) и «Олимпия» (Геленджик).
В 2022 году — тренер команды «Академия» (Владикавказ) — участницы чемпионата РСО-Алания в первом дивизионе и кубка республики.

## Достижения
«Черноморец»
- Победитель первенства ПФЛ (зона «Юг»): 2010